# Автошлях Т 1305
Автошля́х Т 1305 — автомобільний шлях територіального значення в Луганській області. Проходить територією Довжанського району через Довжанськ — Криничне до перетину з E50. Загальна довжина — 23,6 км.

## Маршрут
Автошлях проходить через такі населені пункти:
| Автошлях Т 1305   |        |
| Луганська область |        |
| Довжанський район |        |
| Довжанськ         | Т 1311 |
| Криничне          |        |
|                   | E50М03 |